# Орлово (Днепропетровская область)
Орлово (укр. Орлове) — село,
Елизаровский сельский совет,
Солонянский район,
Днепропетровская область,
Украина.
Код КОАТУУ — 1225083502. Население по переписи 2001 года составляло 209 человек .

## Географическое положение
Село Орлово находится в 2-х км от правого берега реки Грушевка,
на расстоянии в 2 км от села Константиновка и посёлка Святовасильевка.
По селу протекает пересыхающий ручей с запрудой.
Рядом проходят автомобильная дорога Т-0420 и
железная дорога, станция Рясное в 3-х км.